# Астерикс: Тайната на вълшебната отвара
„Астерикс: Тайната на вълшебната отвара“ (на френски: Astérix: Le Secret de la potion magique) е френски компютърна анимация от 2018 година на режисьорите Александър Астие и Луи Клиши. Сценарият на филма е също на Астие и е базиран по едноименните комикси на Рьоне Госини и Албер Юдерзо.
Филмът е пуснат на екран на 5 декември 2018 г. във Франция.

## „Астерикс: Тайната на вълшебната отвара“ В България
В България филмът е пуснат по кината на 21 декември 2018 г. от bTV Studios.
| Озвучаващи артисти | Сава Пиперов (Астерикс) Емил Емилов (Обеликс) Мариан Маринов Николай Пърлев Петър Върбанов Цветослава Симеонова Димитър Ангелов Вилма Карталска Кирил Бояджиев Веселин Калановски Стефан Димитриев Живко Джуранов Станислав Пищалов Светломир Радев Христо Бонин |

На 13 април 2020 г. е излъчен по bTV Cinema с войсоувър дублаж на Медиа Линк. Екипът се състои от:
| Озвучаващи артисти  | Ася Рачева Георги Георгиев-Гого Мартин Герасков Николай Николов Димитър Ангелов |
| Преводач            | Яна Янева                                                                       |
| Тонрежисьор         | Стамен Янев                                                                     |
| Режисьор на дублажа | Дора Ангелова                                                                   |